# Ōkubo Tadayoshi (II)
Pour les articles homonymes, voir Ōkubo et Ōkubo Tadayoshi (I).
Ōkubo Tadayoshi (II) est un nom japonais traditionnel ; le nom de famille (ou le nom d'école), Ōkubo, précède donc le prénom (ou le nom d'artiste).
Ōkubo Tadayoshi (大久保 忠良) (27 mai 1857 à Edo - 29 mars 1877) est le 10e et dernier daimyō du domaine d'Odawara dans la province de Sagami,  (moderne préfecture de Kanagawa) au cours de la période du Bakumatsu de l'histoire du Japon. Avant la restauration de Meiji, son titre de courtoisie est Kaga no Kami.

## Biographie
Né dans la résidence du domaine à Edo, Ōkubo Tadayoshi est le fils ainé d'Ōkubo Noriyoshi, daimyō du domaine d'Ogino-Yamanaka, maison cadette du domaine d'Odawara. Ōkubo Tadanori, ancien daimyō d'Odawara, est forcé à la retraite en 1868 en raison de son opposition à la restauration de Meiji, et Tadayoshi devient le 12e chef du clan Ōkubo et par défaut, 10e daimyō du domaine d'Odawara. Cependant, le gouvernement de Meiji réduit ses revenus de 113 000 à 75 000 koku compte tenu de l'absence de soutien du clan Ōkubo à la cause impériale pendant la guerre de Boshin.
Tadayoshi est nommé gouverneur de domaine le 22 juin 1868, obtenant ce poste en raison de l'abolition du système han en 1871. Invoquant des problèmes de santé, il se retire de la vie publique en 1875 et transmet la direction du clan Ōkubo à Ōkubo Tadanori.
Cependant, en 1877, Tadayoshi prend part à la rébellion de Satsuma et y est tué au combat dans la préfecture de Kumamoto nouvellement créée, le 29 mars 1877. Sa tombe se trouve au Saisho-ji, temple du clan situé dans l'arrondissement de Setagaya à Tokyo.

## Source de la traduction
- (en) Cet article est partiellement ou en totalité issu de l’article de Wikipédia en anglais intitulé « Ōkubo Tadayoshi (II) » (voir la liste des auteurs).